# 81–717/714
A 81–717 és a 81–714 szovjet fejlesztésű metrókocsi-típusok. A 81–717 a vezérlőkocsi, a 81–714 a motorpótkocsi, ezek a forgalomban együtt alkotnak metrószerelvényt. A járműveket először a Mityiscsi Vagongyár (MMZ, napjainkban Metrovagonmas), és a Jegorov Vagongyár (napjainkban Vagonmas) kezdte gyártani 1976-ban. A típusokat Budapest, Prága, Szófia és Varsó, továbbá a szovjet utódállamok metróvonalai használják.

## Típusváltozatok
| Kép | Ország        | Metró          | Altípus                                                                                                | Megjegyzés                                                         |
| --- | ------------- | -------------- | --- | ------------------------------------------------------------------ |
|     | Csehország    | Prága          | 81–717.1/714.1                                                                                         | modernizált 81–71M                                                 |
|     | Magyarország  | Budapest       | 81–717.2/714.2                                                                                         |                                                                    |
|     | Magyarország  | Budapest       | 81–717.2M/714.2M                                                                                       | modernizált 81–717.2/714.2                                         |
|     | Magyarország  | Budapest       | 81–717.2K/714.2K                                                                                       | az oroszok által a régi típusú szervények helyet küldött új kocsik |
|     | Lengyelország | Varsó          | 81–717.3/714.3                                                                                         |                                                                    |
|     | Bulgária      | Szófia         | 81–717.4/714.4 és a vizipóknak becézett jármű fejlesztése miatt létrejött a 81-717.4k és 714.4k verzió |                                                                    |
|     | Azerbajdzsán  | Baku           | 81–717.5/714.5                                                                                         |                                                                    |
|     | Azerbajdzsán  | Baku           | 81–717.5M/714.5M                                                                                       |                                                                    |
|     | Ukrajna       | Dnyipró        | 81–717.5/714.5                                                                                         |                                                                    |
|     | Ukrajna       | Dnyipró        | 81–717.5M/714.5M                                                                                       |                                                                    |
|     | Ukrajna       | Kijev          | 81–717.5/714.5                                                                                         |                                                                    |
|     | Oroszország   | Jekatyerinburg | 81–717.5/714.5                                                                                         |                                                                    |
|     | Oroszország   | Jekatyerinburg | 81–717.5M/714.5M                                                                                       |                                                                    |
|     | Örményország  | Jereván        | 81–717.5/714.5                                                                                         |                                                                    |

### Exportváltozatok

#### 81–717.1/714.1

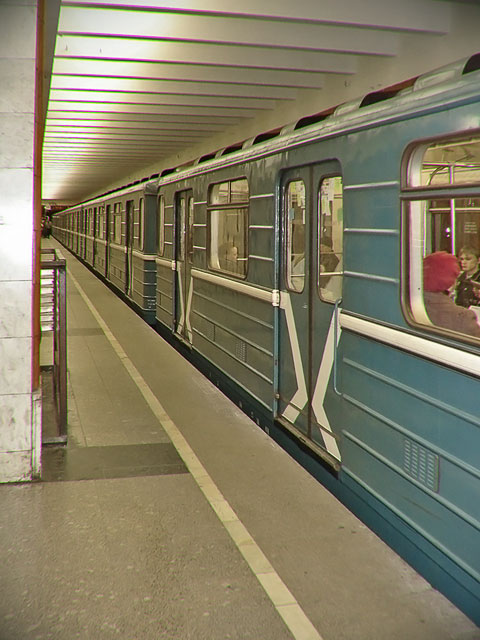
81–717/714 kívülről

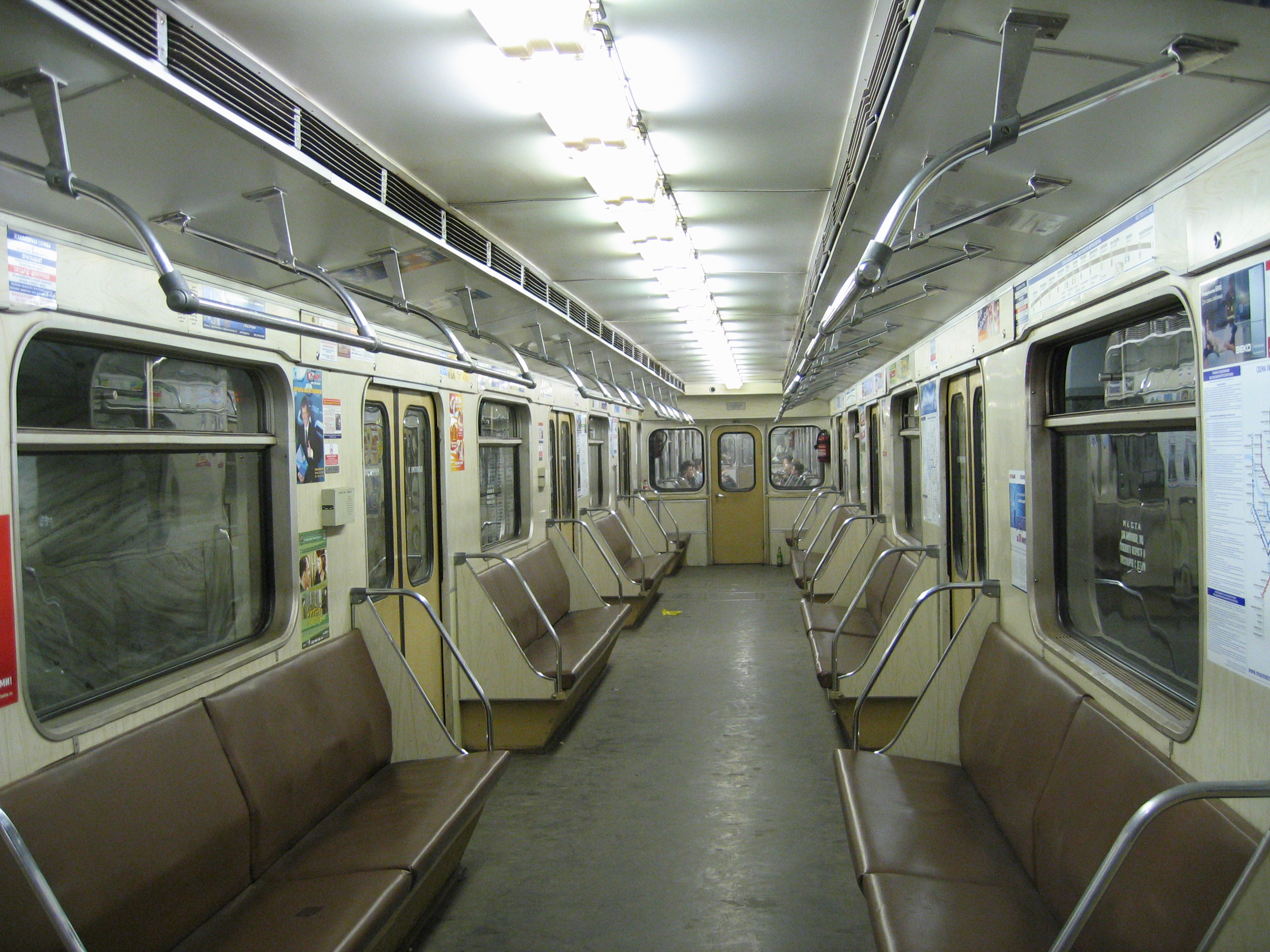
81–717/714 belülről

A 81–717/714 típus tesztjei 1967–1977 között zajlottak, ezt követően döntöttek a sorozatgyártásról. Az új típus iránt érdeklődött a prágai metró, mely az 1978-ban megnyitott új vonalán akarta használni ezeket a járműveket. Ezért 1977-ben a Mityiscsi Gépgyárban (MMZ) kidolgozták a prágai metró számára a 81–717.1/714.1 típusváltozatot. A vezérkocsik a 81–717.1, a közbülső kocsik a 81–714.1 típusjelzést kapták. A kettő között gyakorlatilag az a különbség, hogy a 81–714-es típusban nincsen vezetőfülke. A Csehszlovákia által megrendelt 68 darab kocsit 1978 közepére készítették el, az MMZ csak ezt követően kezdte el a moszkvai metrónak  szánt kocsik sorozatgyártását. Csehszlovákia később még rendelt ebből a típusból, így a Prágai metró számára összesen 204 darab 81–717.1 és 303 darab 81–714.1 kocsi készült.
A cseh kocsikat 1996 és 2011 között korszerűsítették, ekkor a kocsik új pályaszámokat is kaptak, és a típusjelzésüket 81–71M-re változtatták. Az 1990-es évek végétől, a 2000-es évek elejétől elkezdték a folyamatos kivonásukat. 2005-re kivonták a forgalomból a 2102, a 2107, 2133, 2325 és a 2490-es pályaszámú kocsikat. A 2129-es pályaszámú vezérlőkocsit pedig átadták a Škoda Plzeň vállalatnak, mely kísérleti járműnek használta. A 2148-as pályaszámú kocsin pedig a Siemens egy IGBT-tranzisztrokkal ellátott kísérleti járművet épített. A 2213-as pályaszámú kocsi múzeum-jármű lett.
A típus eredeti példányait 2009. július 2-án végleg kivonták a forgalomból a prágai metrón. A már korábban múzeumi célra kijelölt 2213-as kocsiból, valamint a 2159, 2429, 2637, 2504 és a 2374-es pályaszámú kocsikból múzeum-szerelvényt állítottak össze, melyet üzemképes állapotban megőriznek és különleges alkalmakkor üzemeltetik.

#### 81–717.2/714.2
A típus 81–717.2/714.2-es változatát a budapesti metró számára alakították ki. A járművet kisebb nyomtávúra építették át. Külső megjelenésében a homlokfal kialakításában különbözik a többi változattól. A magyar vezérkocsikon kezdetben 2-2 fényszóró kapott helyet, majd a BKV ezeket lecserélte 1-1 fényszóróra, a később érkező vezérkocsik pedig az utóbbi homlokfal kialakítással lettek legyártva (kivéve az utolsóként, 1991-ben érkezett 4 vezérkocsit: a 359, 360, 361 és 362 pályaszámú vezérkocsik 2-2 fényszóróval érkeztek és nem lettek átalakítva, továbbá minimálisan, főként esztétikailag különböztek a korábbi kocsiktól). A kocsikat 1979-től kezdték el szállítani a budapesti metrónak. Magyarország 1988-ban további 30 kocsit rendelt a típusból, ezek közül 10 darab vezérkocsi volt, 20 darab közbülső kocsi. Budapestre összesen 63 darab 81–717.2 vezérkocsi és 123 darab 81–714.2 közbülső kocsi került. Utóbbiból egy darabot selejteztek. A BKV üzemeltetett továbbá négy darab modernizált 81–717.2M és hat darab 81–714.2M típusú kocsit, ezek 1998-as gyártmányúak és az orosz államadósság fejében érkeztek az országba (ebből a típusból már egy sem közlekedik Budapesten, mivel ezek a szerelvények már visszamentek Oroszországba, felújításra). A típus hat fényszórója miatt a metrós körökben a „Vízipók” becenevet kapta. A Budapesten használt 81–717/714-es kocsik oldalán egy fehér, piros és sárga lámpából álló sor kapott helyet. A világító piros lámpa motorhibát vagy vezérlőáramköri hibát, a sárga lámpa nyomás alatt lévő fékhengert, a fehér lámpa nyitott ajtót jelez. A típus 2018. március 31-én kora reggel közlekedett utoljára. 2016 és 2018 között az összes 81–717/714.2, illetve 81–717/714.2M szerelvény felújítására sor került a Metrovagonmas által, így ezen altípusból egyetlen egy kocsi sem maradt meg.

#### 81–717.2K/714.2K

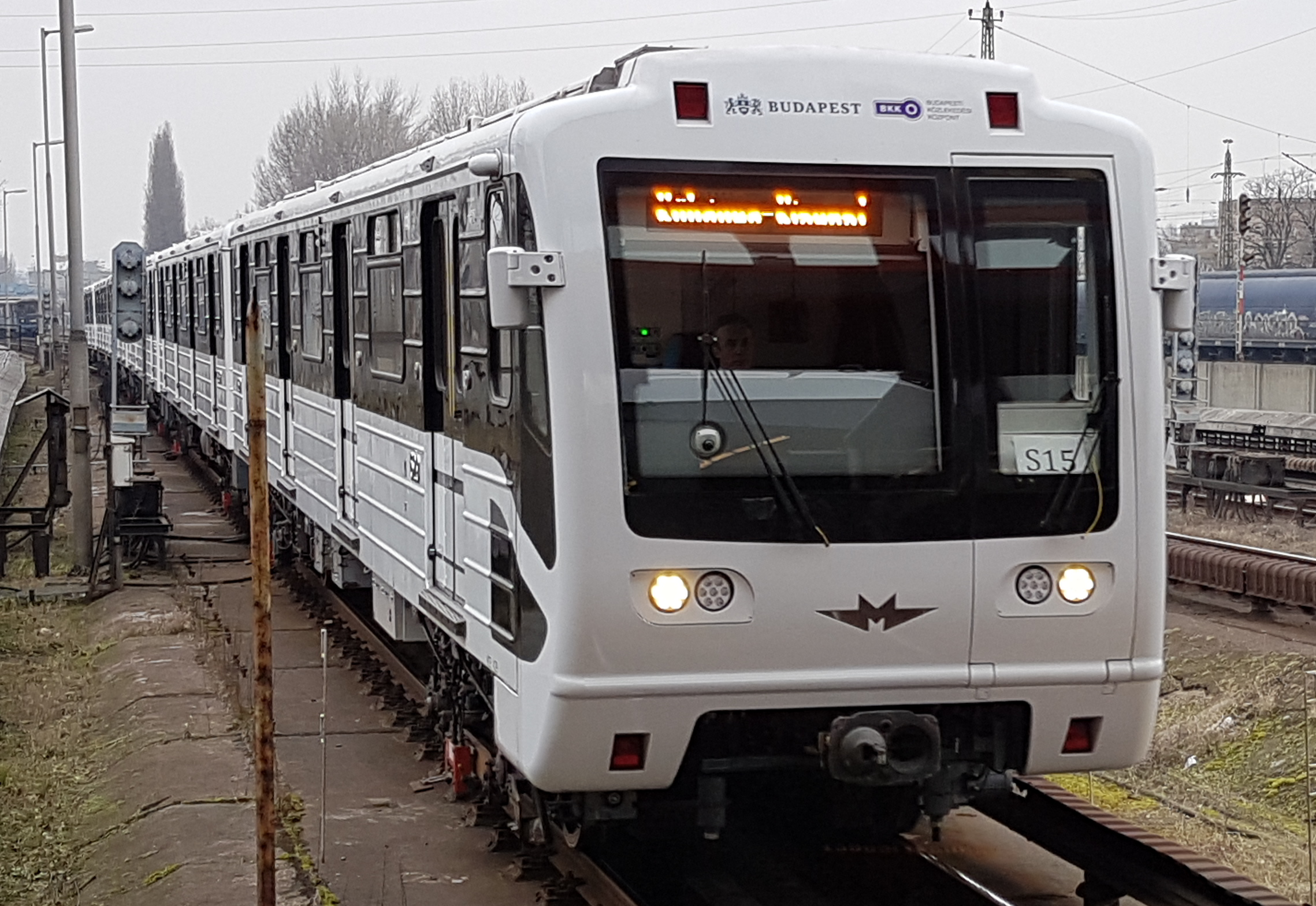
81–717.2K/714.2K Kőbánya-Kispesten

A 81-717.2K és 81-714.2K altípusok a 81-717 és 81-714 típus modernizált változata, mely a budapesti M3-as metróvonalon közlekedik. A 37 szerelvényt, összesen 222 kocsit 2016 és 2018 között újította fel a Metrovagonmas a mityiscsi gyárában. Forgalomba állásuk után kezdetben a szerelvények gyakran meghibásodtak, főképpen az ajtónyitással voltak gondok. 2018. április 2-ától csak a felújított szerelvények közlekednek az M3-as metróvonalon.